# François Migault
François Marie Edouard Migault (* 4. Dezember 1944 in Le Mans; † 29. Januar 2012 in Parigné-l’Évêque) war ein französischer Automobilrennfahrer. 1972 bis 1975 nahm er an insgesamt 13 Formel-1-Grands-Prix teil.

## Karriere
1970 und 1971 startete Migault in der französischen Formel-3-Meisterschaft für das Team Tecno, erzielte jedoch keinen Sieg.
Seinen ersten Auftritt in der Formel 1 hatte Migault 1972 im britischen Team Connew. Sein einziger Saisonstart war beim Großen Preis von Großbritannien, der gleichzeitig das einzige Rennen für den nicht konkurrenzfähigen Rennstall aus Greater London war.
Nach einem erfolglosen Jahr in der Formel 2 beim französischen Team Pygmeé bestritt er die Saison 1974 mit Ausnahme weniger Rennen wieder in der Formel 1 für den Traditionsrennstall B.R.M. Auch hier konnte Migault keine WM-Punkte erzielen und musste sich mit dem 14. Platz beim Großen Preis von Frankreich als besten Saison- und gleichzeitig Formel-1-Resultat seiner Karriere zufriedengeben.

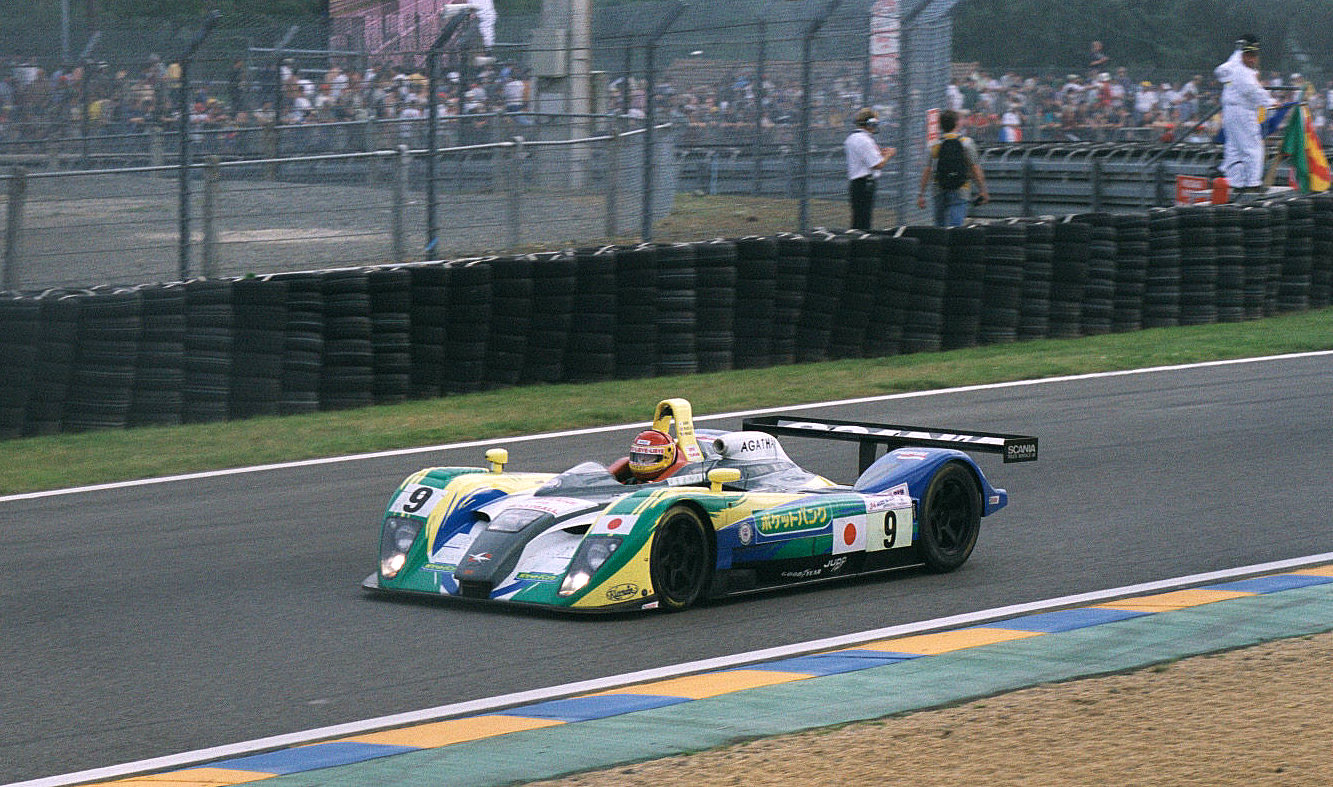
Zum letzten Mal in Le Mans; 2002 am Steuer eines Dome S101

1975 bestritt er zwei Rennen für Graham Hills Team Embassy Hill, klassifizierte sich allerdings nicht im Endergebnis. Bevor seine Formel-1-Karriere endgültig beendet war, wurde Migault beim Großen Preis von Frankreich für Frank Williams Racing Cars gemeldet und qualifizierte sich für den 24. Startplatz. Wegen Motorproblemen im Training konnte er das Rennen jedoch nicht starten.
1976 wechselte Migault zurück in die Formel 2 zum italienischen Team Osella, sein bestes Saisonresultat war der sechste Platz bei den BARC 200, was ihm einen Meisterschaftspunkt und den 17. Gesamtrang bescherte.
Von 1972 bis 2002 war Migault 24 Mal bei den 24 Stunden von Le Mans am Start, seine besten Resultate waren der zweite Rang 1976 und die dritten Plätze 1974 und 1981.
Er starb im Januar 2012.

## Statistik

### Formel-1-Ergebnisse
| Jahr | Team                            | Chassis       | Motor       | 1       | 2      | 3      | 4       | 5      | 6       | 7       | 8       | 9       | 10      | 11      | 12  | 13      | 14  | 15  | WM  | Punkte |
| ---- | ------------------------------- | ------------- | ----------- | ------- | ------ | ------ | ------- | ------ | ------- | ------- | ------- | ------- | ------- | ------- | --- | ------- | --- | --- | --- | ------ |
| 1972 | Darnvall Connew Racing Team     | Connew PC1    | Cosworth V8 | ARG     | RSA    | ESP    | MON     | BEL    | FRA     | GBR DNS | GER     | AUT DNF | ITA     | CAN     | USA |         |     |     | –   | 0      |
| 1974 | Team Motul B.R.M.               | BRM P160E     | B.R.M. V12  | ARG DNF | BRA 16 | RSA 15 | ESP DNF | BEL 16 | MON DNF | SWE     |         | FRA 14  | GBR DNF | GER DNQ | AUT |         |     |     | 38. | 0      |
| 1974 | Team Motul B.R.M.               | BRM P201      | B.R.M. V12  |         |        |        |         |        |         |         | NED DNF |         |         |         |     | ITA DNF | CAN | USA | 38. | 0      |
| 1975 | Embassy Racing with Graham Hill | Hill GH1      | Cosworth V8 | ARG     | BRA    | RSA    | ESP NC  | MON    | BEL DNF | SWE     | NED     |         |         |         |     |         |     |     | –   | 0      |
| 1975 | Frank Williams Racing Cars      | Williams FW03 | Cosworth V8 |         |        |        |         |        |         |         |         | FRA DNS | GBR     | GER     | AUT | ITA     | USA |     | –   | 0      |

| Legende  | Legende            | Legende                                                          |
| Farbe    | Abkürzung          | Bedeutung                                                        |
| -------- | ------------------ | ---------------------------------------------------------------- |
| Gold     | –                  | Sieg                                                             |
| Silber   | –                  | 2. Platz                                                         |
| Bronze   | –                  | 3. Platz                                                         |
| Grün     | –                  | Platzierung in den Punkten                                       |
| Blau     | –                  | Klassifiziert außerhalb der Punkteränge                          |
| Violett  | DNF                | Rennen nicht beendet (did not finish)                            |
| Violett  | NC                 | nicht klassifiziert (not classified)                             |
| Rot      | DNQ                | nicht qualifiziert (did not qualify)                             |
| Rot      | DNPQ               | in Vorqualifikation gescheitert (did not pre-qualify)            |
| Schwarz  | DSQ                | disqualifiziert (disqualified)                                   |
| Weiß     | DNS                | nicht am Start (did not start)                                   |
| Weiß     | WD                 | zurückgezogen (withdrawn)                                        |
| Hellblau | PO                 | nur am Training teilgenommen (practiced only)                    |
| Hellblau | TD                 | Freitags-Testfahrer (test driver)                                |
| ohne     | DNP                | nicht am Training teilgenommen (did not practice)                |
| ohne     | INJ                | verletzt oder krank (injured)                                    |
| ohne     | EX                 | ausgeschlossen (excluded)                                        |
| ohne     | DNA                | nicht erschienen (did not arrive)                                |
| ohne     | C                  | Rennen abgesagt (cancelled)                                      |
| ohne     | keine WM-Teilnahme |                                                                  |
| sonstige | P/fett             | Pole-Position                                                    |
| sonstige | 1/2/3/4/5/6/7/8    | Punktplatzierung im Sprint-/Qualifikationsrennen                 |
| sonstige | SR/kursiv          | Schnellste Rennrunde                                             |
| sonstige | *                  | nicht im Ziel, aufgrund der zurückgelegten Distanz aber gewertet |
| sonstige | ()                 | Streichresultate                                                 |
| sonstige | unterstrichen      | Führender in der Gesamtwertung                                   |

### Le-Mans-Ergebnisse
| Jahr | Team                        | Fahrzeug           | Teamkollege           | Teamkollege       | Platzierung     | Ausfallgrund     |
| ---- | --------------------------- | ------------------ | --------------------- | ----------------- | --------------- | ---------------- |
| 1972 | Charles Pozzi               | Ferrari 365 GTB/4  | Daniel Rouveyran      |                   | Ausfall         | Kupplungsschaden |
| 1973 | North American Racing Team  | Ferrari 365 GTB/4  | Luigi Chinetti jr.    |                   | Rang 13         |                  |
| 1974 | Equipe Gitanes              | Matra-Simca MS670C | Jean-Pierre Jabouille |                   | Rang 3          |                  |
| 1975 | Automobiles Ligier          | Ligier JS2         | Henri Pescarolo       |                   | Ausfall         | Reifenschaden    |
| 1976 | Grand Touring Cars Inc.     | Mirage GR8         | Jean-Louis Lafosse    |                   | Rang 2          |                  |
| 1977 | North American Racing Team  | Ferrari 365 GTB/4  | Lucien Guitteny       |                   | Rang 16         |                  |
| 1978 | North American Racing Team  | Ferrari 365 GTB/4  | Lucien Guitteny       |                   | Rang 16         |                  |
| 1979 | Alain de Cadenet            | De Cadenet LM      | Alain de Cadenet      |                   | Ausfall         | Getriebeschaden  |
| 1980 | Alain de Cadenet            | De Cadenet LM      | Alain de Cadenet      |                   | Rang 7          |                  |
| 1981 | Jean Rondeau                | Rondeau M379       | Gordon Spice          |                   | Rang 3          |                  |
| 1982 | Automobiles Rondeau         | Rondeau M382       | Gordon Spice          | Xavier Lapeyre    | Ausfall         | Motorschaden     |
| 1983 | Peer Racing                 | Ford C 100         | Dave Kennedy          | Martin Birrane    | Ausfall         | kein Benzindruck |
| 1984 | John Bartlett Racing        | Lola T610          | Steve Kempton         | François Sérvanin | Ausfall         | Unfall           |
| 1986 | WM Secateva                 | WM P85             | Jean-Daniel Raulet    | Michel Pignard    | Ausfall         | Motorschaden     |
| 1987 | WM Secateva                 | WM P86             | Jean-Daniel Raulet    | Pascal Pessiot    | Ausfall         | Motorschaden     |
| 1988 | Courage Compétition         | Cougar C22         | Paul Belmondo         | Ukyo Katayama     | Ausfall         | Unfall           |
| 1990 | Automobiles Louis Descartes | ALD C289           | Gérard Tremblay       | Jacques Heuclin   | Ausfall         | Antriebswelle    |
| 1991 | Courage Compétition         | Cougar C26S        | Jean-Daniel Raulet    | Lionel Robert     | Rang 11         |                  |
| 1993 | Porsche Kremer Racing       | Porsche 962CK6     | Andy Evans            | Tomás Saldaña     | Rang 13         |                  |
| 1994 | Rent a Car Racing Team      | Dodge Viper R/T10  | Philippe Gache        | Denis Morin       | nicht klassiert |                  |
| 1995 | Team Marcos                 | Marcos LM600       | Chris Marsh           | David Leslie      | nicht klassiert |                  |
| 1998 | Pilot Racing                | Ferrari 333SP      | Michel Ferté          | Pascal Fabre      | Ausfall         | Getriebeschaden  |
| 2001 | S & R Rowan Racing Ltd.     | Pilbeam MP84       | Warren Carway         | Martin O’Connell  | Ausfall         | Unfall           |
| 2002 | Kondō Racing                | Dome S101          | Masahiko Kondō        | Ian McKellar      | Ausfall         | Defekt           |

### Sebring-Ergebnisse
| Jahr | Team                            | Fahrzeug    | Teamkollege | Teamkollege   | Teamkollege    | Platzierung | Ausfallgrund |
| ---- | ------------------------------- | ----------- | ----------- | ------------- | -------------- | ----------- | ------------ |
| 1992 | Tom Milner Racing               | Spice SE89P | Hugh Fuller | Wayne Taylor  | David Tennyson | Ausfall     | Differential |
| 1993 | David Tennyson Racing Spice USA | Spice SE92P | Hugh Fuller | Steve Fossett | David Tennyson | Rang 11     |              |

### Einzelergebnisse in der Sportwagen-Weltmeisterschaft
| Saison | Team                         | Rennwagen                     | 1   | 2   | 3   | 4   | 5   | 6   | 7   | 8   | 9   | 10  | 11  | 12  | 13  | 14  | 15  | 16  | 17  |
| ------ | ---------------------------- | ----------------------------- | --- | --- | --- | --- | --- | --- | --- | --- | --- | --- | --- | --- | --- | --- | --- | --- | --- |
| 1972   | Brian Robinson Charles Pozzi | Chevron B21 Ferrari 365 GTB/4 | BUA | DAY | SEB | BRH | MON | SPA | TAR | NÜR | LEM | ZEL | WAT |     |     |     |     |     |     |
| 1972   | Brian Robinson Charles Pozzi | Chevron B21 Ferrari 365 GTB/4 |     |     |     | DNF |     | DNF |     | DNF | DNF |     |     |     |     |     |     |     |     |
| 1973   | NART Rouveyran Racing        | Ferrari 365 GTB/4 Lola T280   | DAY | VAL | DIJ | MON | SPA | TAR | NÜR | LEM | ZEL | WAT |     |     |     |     |     |     |     |
| 1973   | NART Rouveyran Racing        | Ferrari 365 GTB/4 Lola T280   | 2   |     | DNF |     |     |     |     | 13  |     | 14  |     |     |     |     |     |     |     |
| 1974   | Ligier Matra                 | Ligier JS2 Matra MS670        | MON | SPA | NÜR | IMO | LEM | ZEL | WAT | LEC | BRH | KYA |     |     |     |     |     |     |     |
| 1974   | Ligier Matra                 | Ligier JS2 Matra MS670        |     | DNF |     | 13  | 3   | DNF |     | 6   |     |     |     |     |     |     |     |     |     |
| 1975   | Groupe Ligier                | Ligier JS2                    | DAY | MUG | DIJ | MON | SPA | PER | NÜR | ZEL | WAT |     |     |     |     |     |     |     |     |
| 1975   | Groupe Ligier                | Ligier JS2                    |     |     | 6   |     | 12  |     |     |     |     |     |     |     |     |     |     |     |     |
| 1976   | Bourgogne Heinz Schulthess   | BMW 3.5 CSL Lola T284         | MUG | VAL | NÜR | MON | SIL | IMO | NÜR | ZEL | PER | WAT | MOS | DIJ | DIJ | SAL |     |     |     |
| 1976   | Bourgogne Heinz Schulthess   | BMW 3.5 CSL Lola T284         |     |     |     |     |     |     |     |     |     |     |     | 12  |     | DNF |     |     |     |
| 1978   | Team Grand NART              | Ferrari 365 GTB/4             | DAY | SEB | MUG | TAL | DIJ | SIL | NÜR | LEM | MIS | DAY | WAT | VAL | ROD |     |     |     |     |
| 1978   | Team Grand NART              | Ferrari 365 GTB/4             | 22  |     |     |     |     |     |     | 16  |     |     | 11  |     |     |     |     |     |     |
| 1979   | Alain de Cadenet             | De Cadenet Lola               | DAY | SEB | MUG | TAL | DIJ | RIV | SIL | NÜR | LEM | PER | DAY | WAT | SPA | BRH | ROA | VAL | ELS |
| 1979   | Alain de Cadenet             | De Cadenet Lola               |     |     |     |     |     |     | 2   |     | DNF |     |     |     |     | 6   |     |     |     |
| 1980   | Alain de Cadenet             | De Cadenet Lola               | DAY | BRH | SEB | MUG | MON | RIV | SIL | NÜR | LEM | DAY | WAT | SPA | MOS | ROA | VAL | DIJ |     |
| 1980   | Alain de Cadenet             | De Cadenet Lola               |     |     |     |     |     | 7   |     |     |     |     |     |     |     |     |     |     |     |
| 1981   | Jean Rondeau                 | Rondeau M379                  | DAY | SEB | MUG | MON | RIV | SIL | NÜR | LEM | PER | DAY | WAT | SPA | MOS | ROA | BRH |     |     |
| 1981   | Jean Rondeau                 | Rondeau M379                  |     |     |     |     | 3   |     |     |     |     |     |     |     |     |     |     |     |     |
| 1982   | Jean Rondeau                 | Rondeau M482 Rondeau M382     | MON | SIL | NÜR | LEM | SPA | MUG | FUJ | BRH |     |     |     |     |     |     |     |     |     |
| 1982   | Jean Rondeau                 | Rondeau M482 Rondeau M382     |     | DNF |     | DNF | 5   |     |     |     |     |     |     |     |     |     |     |     |     |
| 1983   | Peer Racing                  | Ford C 100                    | MON | SIL | NÜR | LEM | SPA | FUJ | KYA |     |     |     |     |     |     |     |     |     |     |
| 1983   | Peer Racing                  | Ford C 100                    | DNF |     |     |     |     |     |     |     |     |     |     |     |     |     |     |     |     |
| 1984   | John Bartlett                | Lola T610                     | MON | SIL | LEM | NÜR | BRH | MOS | SPA | IMO | FUJ | KYA | SAN |     |     |     |     |     |     |
| 1984   | John Bartlett                | Lola T610                     | DNF |     |     |     |     |     |     |     |     |     |     |     |     |     |     |     |     |
| 1986   | Welter Racing                | WM P86                        | MON | SIL | LEM | NÜN | BRH | JER | NÜR | SPA | FUJ |     |     |     |     |     |     |     |     |
| 1986   | Welter Racing                | WM P86                        | DNF |     |     |     |     |     |     |     |     |     |     |     |     |     |     |     |     |
| 1987   | Welter Racing                | WM P86                        | JAR | JER | MON | SIL | LEM | NÜN | BRH | NÜR | SPA | FUJ |     |     |     |     |     |     |     |
| 1987   | Welter Racing                | WM P86                        |     | DNF |     |     |     |     |     |     |     |     |     |     |     |     |     |     |     |
| 1988   | Courage Compétition          | Cougar C22                    | JER | JAR | MON | SIL | LEM | BRÜ | BRH | NÜR | SPA | FUJ | SAN |     |     |     |     |     |     |
| 1988   | Courage Compétition          | Cougar C22                    |     | DNF |     |     |     |     |     |     |     |     |     |     |     |     |     |     |     |
| 1990   | Louis Descartes Alba Formula | ALD C289 Alba AR20            | SUZ | MON | SIL | SPA | DIJ | NÜR | DON | MOT | MEX |     |     |     |     |     |     |     |     |
| 1990   | Louis Descartes Alba Formula | ALD C289 Alba AR20            | DNF | DNF | 20  | 25  | 26  | 21  | 20  | DNF | 16  |     |     |     |     |     |     |     |     |
| 1991   | Courage Compétition          | Cougar C26S                   | SUZ | MON | SIL | LEM | NÜR | MAG | MEX | AUT |     |     |     |     |     |     |     |     |     |
| 1991   | Courage Compétition          | Cougar C26S                   |     | 9   | DNF | 11  | 6   | DNF | 10  |     |     |     |     |     |     |     |     |     |     |